# Jaroslav Borovička (historik umění)
Jaroslav Borovička (18. srpna 1912, Hlavnice – 29. prosince 2009, Praha) byl právník, sběratel a obchodník s uměním, historik umění, vysokoškolský pedagog, vydavatel, kurátor.

## Život
Jaroslav Borovička pocházel z rodiny advokáta Václava Borovičky a jeho ženy Boženy, roz. Schusterové. Matka se po rozvodu přestěhovala do Prahy a znovu provdala jako Stroffová. Otec zemřel roku 1942 nebo 1943 v koncentračním táboře. Jaroslav Borovička se o umění začal zajímat již kolem roku 1937, kdy studoval v Praze na Právnické fakultě UK.
Roku 1939 zdědil po otci menší sbírku obrazů a finanční prostředky, které mu umožnily začít budovat vlastní sbírku. Navázal četné kontakty s umělci a spřátelil se s Karlem Černým, kterého finančně podporoval. Těsně před válkou pracoval jako pomocná síla v Karáskově galerii, kde odcizil asi 30 cenných bibliofilských tisků. Některé byly u něj nalezeny při domovní prohlídce a Jiří Karásek trestní oznámení, které se šetřilo už v době Protektorátu, z altruistických důvodů stáhnul. V letech 1939-1943 působil Borovička jako umělecký poradce Topičova salonu, poté byl až do roku 1945 totálně nasazen jako pomocný dělník v ČKD Karlín.
Koncem roku 1945 si zřídil vlastní prodejní galerii v Chodské ulici na Vinohradech. V prvních poválečných letech dokončil studia práv a zároveň studoval dějiny umění. Stal se vyhledávaným soudním znalcem moderního umění, jehož služby využívala i Národní galerie. Byl také poradcem Kanceláře prezidenta republiky, vlády a kulturních organizací. Když podával žádost o pas pro dvouměsíční cestu do Francie, doporučilo ji presidium Ministerstva informací.
Roku 1948 se oženil s Dobromilou Černou, s níž měl dvě děti. Jeho obchodu se příliš nedařilo, protože v poválečných letech byl trh zaplaven moderním uměním z konfiskovaného majetku. Roku 1953 byla jeho živnost spolu s jinými zlikvidována komunistickým režimem.
Jako kurátor připravil výstavy Karla Černého v Topičově salonu (1946, 1948) a vydal jeho monografii. Roku 1947 uspořádal ve stejné galerii výstavu Josefa Šímy.
Do roku 1950 byl uměleckým ředitelem podniku Tvar, jehož zřizovatelem byl Svaz československých výtvarných umělců. V letech 1951-1954 byl vedoucím referentem n. p. Antikva v pobočce Na Příkopě 17, poté zástupcem hlavního inženýra a vedoucím znalcem v Ústředí lidové a umělecké výroby (ÚLUV) a nakonec byl zaměstnán jako aranžér podniku Restaurace a jídelny (RaJ). Podle pozdějšího obvinění u soudu (1959), Borovička po nucené likvidaci svého obchodu v letech 1957–1958 obchodoval nadále s uměním pod krytím a ve spolupráci s jiným obchodníkem s uměním, Karlem Moravcem, který měl možnost provozovat svou živnost až do roku 1958. Moravec ve svém skladišti v Ječné č. 20 uschoval Borovičkovy obrazy, plastiky a jiné umělecké předměty. Borovička vyřizoval kontakty mezi umělci, majiteli obrazů a krajskými galeriemi, kterým je nabízel ke koupi. Tušil přitom, že jeho činnost sleduje Bezpečnost a snažil se svůj majetek rozptýlit na více místech. Krátce před svým zatčením se Borovička rozvedl.
Dne 14. února 1959 byl Borovička vzat do vazby a ještě téhož roku v červnu odsouzen za spekulaci k pěti letům vězení a zabavení majetku (což byl jeden z cílů celého procesu). Spolu s ním byl souzen Karel Moravec a Borovičkova sestra Božena Gürtlerová, která u sebe měla část jeho sbírky. Podle soudu byla Borovičkova "spekulační činnost brzdou výstavby socialismu" a jeho vlastnictví značného množství obrazů "přesahovalo normální potřebu občana, majícího zálibu ve sbírání". Borovička se u soudu hájil tvrzením, že "obraz originál není předmětem potřeby, jak vyžaduje skutková podstata trestného činu spekulace, pro který je stíhán". Stejně tak u odvolacího soudu i advokát František Čeřovský argumentoval, že "umělecké výtvory ducha nelze považovat za předmět potřeby". Matka Jaroslava Borovičky, Božena Štroffová, která se v době jeho věznění starala o jeho dva syny, musela v hmotné nouzi prodat svůj jediný obraz, Paridův soud Bohumila Kubišty.
Borovička odpykával trest ve Valdicích a byl podmínečně propuštěn až roku 1963. Při odchodu z vězení se pod nátlakem zavázal ke spolupráci s Ministerstvem vnitra, ale to spolupráci roku 1968 ukončilo pro jeho "neserioznost, špatný charakter a nedocházení na schůzky".
Roku 1965 se díky velkorysosti a odvaze ředitele Národní galerie Jiřího Kotalíka, který napsal doporučující posudek, mohl Jaroslav Borovička znovu vrátit k výtvarnému umění a získal zaměstnání v tehdy nově zřízeném Art Centru. Zde využil své dřívější kontakty a často vyjížděl do zahraničí, kde jednal s umělci a zahajoval výstavy českého umění (např. 14 Grafiker aus Prag, Folkwang Museum, Essen).
Roku 1967 se oženil s německou sklářskou výtvarnicí Edith Marií Heinze, v lednu 1968 odešel z Art Centra a nadále žil v Západním Německu s československým pasem. Po srpnové okupaci se rozhodl zůstat v zahraničí. Usadil se nejprve v Essenu a na jaře 1969 se přestěhoval do Düsseldorfu, kde se stal ředitelem tamní Kunsthalle a přednášel dějiny umění na Akademii. Působil jako soudní znalec a poradce velkých korporací a bankovních domů pro umělecké akvizice. Připravil zde např. retrospektivní výstavy Fernanda Botera nebo Fernanda Légera. Roku 1977 odešel do důchodu. V emigraci tragicky zahynul jeho syn Ivan. Dcera Jaroslava se nikdy nezbavila psychického stresu, spojeného s otcovým uvězněním.
Po roce 1989 se vrátil do Československa a roku 1993 byl soudně rehabilitován a získal zpět větší část své sbírky. Koncem 90. let se pokusil založit nadaci, která by umožnila jeho sbírku trvale vystavit. Poté, co byl zřejmě podvodem o část obrazů připraven, začal sbírku rozprodávat. Zemřel téměř v zapomnění roku 2009 ve věku 97 let.

## Sbírka Jaroslava Borovičky
Borovička měl ve sbírce některá klíčová díla klasické české moderny (Emil Filla, Václav Špála, Josef Čapek, František Tichý, Otto Gutfreund, Alfréd Justitz) i díla současníků jako Karel Černý, členové skupiny 42: Kamil Lhoták, Jan Kotík, František Gross, dále obrazy Josefa Istlera, Václava Hejny, Oty Janečka, současné francouzské umění i africkou plastiku. V poválečné době patřil k nejvýznamnějším sběratelům českého moderního umění. Z jeho sbírky pochází řada nejdražších děl, která se později objevila na českých aukcích.
Celkem 861 položek, které uváděla roku 1959 obžaloba u soudu jako Borovičkův majetek, bylo oceněno na jeden a půl milionu korun. Z nich bylo 441 položek převedeno do sbírek Národní galerie, dalších 120 děl do regionálních galerií a zbytek byl roku 1960 vydražen v podniku Starožitnosti v Mikulandské ulici. Jak uvádí Jan Koblasa, dražba byla fingovaná a mohli se jí zúčastnit pouze zaměstnanci Ministerstva vnitra a novináři. Skvosty moderního umění byly k dostání za desetikoruny, aby režim ukázal, že je to bezcenný brak. Dražby se nesměli zúčastnit normální občané ani umělci, kteří si chtěli svá díla koupit zpět.